# Elecciones legislativas de la República Checa de 1998
Las elecciones legislativas se celebraron en la República Checa el día 19 y 20 de junio de 1998. El resultado fue una victoria para el Partido Socialdemócrata Checo (ČSSD), el cual ganó 74 de los 200 escaños. La participación electoral fue de 73.9%.
Las crecientes tensiones en la coalición minoritaria del gobierno del Primer Ministro Václav Klaus del Partido Democrático Cívico (ODS) finalmente condujeron a su renuncia el 30 de noviembre de 1997 por escándalos financieros. Luego se instaló un gobierno interino encabezado por Josef Tošovský. El 26 de marzo de 1998, de conformidad con una enmienda constitucional extraordinaria, el mandato de la Cámara de Diputados se redujo a la mitad, a dos años, y el 2 de abril el presidente Václav Havel fijó la fecha de las elecciones que normalmente se habrían celerado hasta junio del 2000.
La campaña duró del 3 al 17 de junio y estuvo dominada sobre todo con temas como los problemas económicos del país y las reformas estancadas en este sector, la caída del valor de la moneda nacional, los escándalos de corrupción o los problemas financieros. En asuntos exteriores, todas los partidos estaban comprometidos con la entrada de la República Checa en la Unión Europea. Una vez más, el principal rival de la coalición saliente que comprendía al ODS, KDU–ČSL y al ODA. Fue el Partido Socialdemócrata Checo (ČSSD) dirigido por Milos Zeman. En total 13 partidos disputaron los 200 escaños en juego; estos incluían la Unión de la Libertad (US), formada por disidentes del ODS en enero de 1998 y dirigida por Jan Ruml.
El día de la votación, mientras que el ČSSD de centro-izquierda ganó la mayoría de los escaños (74), los partidos de derecha obtuvieron la mayoría absoluta de 102 escaños; solo cinco partidos alcanzaron el umbral del 5% necesario para ingresar al Parlamento. El 17 de julio, el presidente Havel nombró al Zeman como Primer Ministro. El nuevo gobierno minoritario del ČSSD se formó el 22 de julio. Contando con el apoyo del ODS bajo un "acuerdo de oposición"; Según este pacto, ninguno de los dos partidos principales podía proponer una moción de censura en un gobierno dirigido por el otro.

## Contexto
El Partido Democrático Cívico (ODS) que había ganado las elecciones de 1996. El dirigente del partido, Václav Klaus, entonces formó un gobierno de minoría apoyado por el Partido Socialdemócrata Checo (ČSSD). El gobierno duro hasta que en 1998, dimitió durante una crisis política que causó la división del ODS y la desintegración de la coalición de gobierno. Chasquea las elecciones se apellidó para junio de 1998.
Antes de las elecciones, en general se consideraba que la República Checa era el ideal de una democracia liberal poscomunista exitosa. Incluso dentro de Europa Central y Oriental, el país parecía excepcionalmente estable y exitoso, tanto política como económicamente. Si bien los países vecinos vieron varios cambios en la orientación política de sus respectivos gobiernos, las elecciones de 1996 en la República Checa fueron casi un espejo de las elecciones de 1992. A pesar de una pérdida de la mayoría parlamentaria, el primer ministro Václav Klaus permaneció en el poder, encabezando un gobierno minoritario formado por los mismos partidos que entre 1992 y 1996, y eventualmente se convirtió en el primer ministro con más años de servicio en la región. La combinación de Klaus y el respetado escritor y presidente Havel, aunque entre ambos a menudo había desacuerdos, ayudó al país a mantener su imagen muy positiva en Occidente, en medio de crecientes problemas políticos, económicos y sociales.
Sin embargo, en noviembre de 1997, la burbuja finalmente explotó: Klaus y su gobierno minoritario cada vez más frágil renunciaron después de un escándalo financiero (Bugajski, 1998) mientras que los problemas de salud de Havel dieron lugar a especulaciones sobre su capacidad para permanecer en el cargo. Además el principal partido de la oposición, el ČSSD, también tuvo problemas y su propio escándalo financiero en el llamado "asunto de Bamberg". La turbulenta situación en la escena política no permitió ninguna reorganización del gobierno. Los partidos decidieron convocar elecciones anticipadas, programadas para el 19 y el 20 de junio de 1998, dos años antes que en el plazo normal establecido por la Constitución.
Durante el período de seis meses entre la caída de Klaus y las elecciones anticipadas, la República Checa fue gobernada por el gobierno interino del exgobernador del Banco Central, Josef Tošovský, que incluyó tanto a miembros no partidarios como a miembros de tres partidos de centro-derecha (KDU-CSL, ODA y la US). Dado que el gobierno dependía del apoyo del opositor ČSSD, que exigía elecciones anticipadas y el fin de las privatizaciones a cambio, su mandato estaba bastante limitado. Sin embargo, resolvió un tema que dividía a la política checa: la entrada en la OTAN. Después de la creciente presión de Occidente, que temía que un gobierno liderado por el ČSSD pudiera rechazar o retrasar el ingreso a la OTAN, y un breve debate dentro de la República Checa, el ČSSD fue presionado para que abandonara su demanda de un referéndum sobre el ingreso del país a la OTAN. A mediados de abril, el parlamento checo apoyó de manera abrumadora la entrada del país en la OTAN, a pesar del apoyo aún tibio del electorado, que alcanzó el 57% durante la campaña (corta) y cayó al 50% solo unas semanas más tarde. Además, el gobierno interino sentó las bases para la tan esperada privatización bancaria y promovió una desregulación de los precios de la energía. Aunque hubo un consenso sobre la necesidad de promover reformas económicas en esta dirección, ningún gobierno proveniente de un partido habría estado dispuesto a tomar estas medidas (justo) antes de las elecciones.

## Campaña
El ODS estuvo debilitado por la creación de un partido nuevo, la Unión de la Libertad (US). La US estaba formado por miembros anteriores de ODS quién había dejado el partido después de un conflicto con Václav Klaus. El ČSSD estuvo esperado para ganar por un margen muy amplio. El ODS lanzó su campaña con avisos que un gobierno del ČSSD contendría miembros Comunistas y utilizó a su dirigente Klaus fuertemente durante la campaña. El ČSSD criticó el trabajo del gabinete de Klaus y rehusó los eslóganes que utilizaron durante la campaña de 1996, así como prometiendo luchar en contra corrupción.
Durante el período previo a las elecciones de 1998, la política checa estuvo dominada por escándalos financieros que involucraron a casi todos los principales partidos políticos. Esto, junto con el creciente descontento de la población con el deterioro de la situación socioeconómica y el hecho de que las partes tuvieron poco tiempo (y fortaleza interna) para elaborar programas innovadores para abordar la situación, hizo difícil predecir quién ganaría las elecciones. A principios de año, parecía que Klaus y su Partido Democrático Cívico (ODS) estaban destinados a un largo período de oposición. Mientras tanto, sus críticos fundaron su propio partido, la Unión de la Libertad (US), que parecía estar destinado a asumir el papel del ODS como el principal partido de derecha del país. La US se ubicó en aproximadamente el 18 por ciento en las encuestas en marzo, mientras que la ODS se quedó con solo el 11 por ciento. Además, fue la US que formó, junto con los antiguos socios de la coalición Klaus (ODA y KDU-CSL), el núcleo político del partido del gobierno (Tošovský). Como el programa económico y social de la US. Era muy similar al de la ODS, su campaña se centró en gran medida en los temas descuidados por la ODS en el pasado, como la descentralización del estado y la posición de la minoría romaní ("gitana"). Además la ODS Insistió en un "programa de manos limpias", exigiendo una investigación completa de los escándalos financieros y prometiendo a los votantes un nuevo estilo de política menos confrontada.
Sin embargo en abril la US ya había caído al 13 por ciento en las encuestas, mientras que la ODS había aumentado al 16%. Esto fue paralelo a la creciente aparición pública de Klaus. Había actuado con rapidez para consolidar las bases de su partido y la ODS presentó la lista de candidatos más innovadora desde 1992, compuesta en gran parte por caras nuevas de la política local. Donde la US y otros políticos de la coalición continuaron con asuntos gubernamentales y parlamentarios, Klaus se embarcó en una larga y sostenida gira de campaña a nivel nacional. Usando básicamente el mismo programa económico y social que en 1996, la campaña de la ODS movilizó a los votantes contra un "peligro de izquierda" refiriéndose a un futuro gobierno del ČSSD, y usó varias estrellas pop de alto perfil y personalidades de los medios para efectuar su reactivación electoral. Quizás lo más importante es que la campaña sostenida de otros partidos contra las irregularidades financieras, impulsada por las crecientes acusaciones y especulaciones de los medios, comenzó a volverse contraproducente y se convirtió en una ventaja. 
La desaparición del partido de la coalición la conservadora Alianza Cívica Democrática (ODA), ha sido posiblemente el evento más sorprendente a este respecto. Como en el caso del ODS, el partido ya estaba experimentando divisiones internas, que fueron catalizadas por los escándalos financieros. Sin embargo, donde Klaus luchó para mantener su propio partido, el liderazgo de la ODA se rindió directamente y dejó el partido sin pelea. En cuestión de días, la mayoría de los miembros prominentes del partido, incluido el líder del partido Jiri Skalicky, su fundador Pavel Bratinka y prácticamente todos los ministros, habían abandonado el partido. Esto dejó al vicepresidente Daniel Kroupa con una victoria de Pyres; aunque había ganado el poder con la ODA, el partido había caído a un uno por ciento en las encuestas. Como resultado, la ODA tomó la decisión de no participar en las elecciones y comenzó negociaciones a largo plazo sobre una posible fusión con otros partidos de centroderecha la US y el KDU-CSL.
Gracias a una estructura de partido más desarrollada y un electorado más leal, era improbable que se produjeran disturbios internos similares dentro del otro partido de la coalición, el Partido Popular Cristiano Democrático-Checoslovaco (KDU-CSL). Sin embargo, las acusaciones de corrupción, relacionadas con el partido en 1996, que aparecieron justo antes de las elecciones, tampoco ayudaron al partido. Aunque el KDU-CSL denunció con vehemencia las acusaciones, no pareció particularmente exitoso, ya que su apoyo en las encuestas se redujo en los meses posteriores a las acusaciones. Durante la campaña, KDU-CSL intentó sacar provecho de su posición fundamental en la formación del gobierno, así como de su larga experiencia en el gobierno. Se presentó como un partido confiable, capaz de sostener a cualquier gobierno y de corregir a los gobiernos de derecha o izquierda con su programa centrista moderado.
Los partidos de la oposición tampoco se libraron de acusaciones escandalosas. Un partido que estuvo constantemente involucrado en escándalos fue la Coalición por la República - Partido Republicano de Checoslovaquia (SPR-RSČ). Varios miembros del partido, sobre todo el líder Miroslav Sladek se enfrentaron a cargos legales, principalmente debido a la supuesta (y en ocasiones demostrada) incitación al odio racial. Sin embargo, si bien estos casos legales solo parecían haber ayudado al partido, el escándalo que surgió justo antes de las elecciones parecía causar el daño que tanto esperaban en el electorado checo. A principios de abril, algunos exmiembros hicieron acusaciones en la prensa de que Sladek y sus fideicomisarios habían estado haciendo un mal uso de los fondos estatales y extorsionando los salarios públicos de los miembros. Las autoridades comenzaron a investigar a Sladek, mientras que su partido cayó bajo la barrera del cinco por ciento en algunas encuestas. Esto no pareció disuadir al liderazgo del partido de sus técnicas de campaña tradicionales y de sus lemas, basados en gran medida en la propaganda antisistema y en la retórica vociferante anti OTAN. 
Aunque el único partido de oposición en el parlamento que no estuvo involucrado en un escándalo importante en los meses previos a las elecciones fue el Partido Comunista de Bohemia y Moravia (KCSM) que mantuvo su posición paria estable con un apoyo del 10 por ciento, pero incapaz de sacar provecho de los sentimientos antipartidistas y el descontento social generalizados. Respaldado por un programa económico de izquierda bastante moderado, el KSCM centró su campaña en la propaganda anti-OTAN y antisistema principalmente, no muy diferente de su rival el SPR-RSC. Sin embargo el KSCM parecía obtener una fuerte competencia de un (antiguo) recién llegado, el Partido de los Pensionistas (SDJ), que obtuvo un puntaje de hasta el 12 por ciento en algunas encuestas. El SDJ compartía muchas políticas socioeconómicas con el KCSM y se enfocó en la misma sección demográfica de votantes con una campaña populista superficial.
Después de la caída de Klaus, parecía totalmente claro que el Partido Socialdemócrata Checo (CSSD) sería el principal partido en el próximo gobierno checo. El partido había aumentado su apoyo en las encuestas a alrededor del 35 por ciento y presentaba la imagen de una organización buena y armónica. Las antiguas divisiones internas fueron minimizadas y el partido presentó a los votantes un nuevo programa electoral que prometía una amplia gama de alternativas al programa del ODS. Sin embargo, la televisión checa aparentemente puso una bomba en el brillante futuro del partido, cuando en marzo emitió un documento en el que el CSSD ofreció posiciones estatales destacadas a un grupo de empresarios checos-suizos a cambio de fondos de campaña, supuestamente firmados por el líder del partido Zeman en una reunión secreta en la ciudad alemana de Bamberg en 1995. El llamado asunto de Bamberg recibió mucha atención y Zeman se vio obligado a usar la fuerza política. Se ofreció a renunciar como líder del CSSD, anticipando correctamente que esto sería rechazado por una mayoría abrumadora de delegados del partido. Sin embargo, aunque este movimiento pareció tener éxito en su lucha por el poder dentro del partido, no impidió que el partido cayera en las urnas. En abril, el apoyo del CSSD se redujo del 29.5 por ciento al 23.7 por ciento, dejando al partido aún muy por delante de sus principales contendientes.
Los resultados fueron mucho menos predecibles que en las elecciones de 1996. Fue conducido por partidos que estaban en agitación interna y que se enfrentaron a un público altamente crítico y descontento. Las predicciones también se hicieron más difíciles debido a la volatilidad del electorado, que parecía estar cambiando las preferencias por semana, afectando incluso a los partidos con una base electoral tradicionalmente estable. Además, justo después del final de la campaña, la última encuesta de opinión indicó que el 21 por ciento de los votantes no estaba seguro de su preferencia, 1.5 veces más que en las elecciones de 1996.

### Finanzas
| Partido                                                  | El dinero gastado (Kč) |
| -------------------------------------------------------- | ---------------------- |
| Partido Democrático Cívico                               | 30,000,000             |
| Partido Socialdemócrata Checo                            | 30,000,000             |
| Unión Cristiana y Demócrata-Partido Popular Checoslovaco | 30,000,000             |
| Partido Comunista de Bohemia y Moravia                   | 8,000,000              |
| Unión de la Libertad                                     | 2,000,000              |
| Fuente: České Noviny                                     |                        |

## Encuestas
| Encuestadora           | Fecha                  | ODS   | ČSSD          | KSČM  | KDU-ČSL | ODA  | US   | SPR-RSČ | DŽJ  | Otros |     |     |      |
| ---------------------- | ---------------------- | ----- | ------------- | ----- | ------- | ---- | ---- | ------- | ---- | ----- | --- | --- | ---- |
| Encuestadora           | Fecha                  | STEM  | Enero de 1998 | 15.0  | 32.0    | 10.0 | 11.0 | n/a     | n/a  | Otros | 5.0 | n/a | 27.0 |
| IVVM                   | Enero 1998             | 15.4  | 28.0          | 8.6   | 11.1    | 5.3  | n/a  | 3.5     | 0.6  | 26.4  |     |     |      |
| STEM                   | Febrero de 1998        | 12.0  | 29.0          | 11.0  | 9.0     | n/a  | 11.0 | 8.0     | n/a  | 20.0  |     |     |      |
| IVVM                   | Marzo 1998             | 10.3  | 25.7          | 8.0   | 7.7     | 1.2  | 12.6 | 5.4     | 1.6  | 27.9  |     |     |      |
| STEM                   | Marzo de 1998          | 11.0  | 30.0          | 9.0   | 9.0     | n/a  | 18.0 | 8.0     | n/a  | 15.0  |     |     |      |
| STEM                   | Abril de 1998          | 16.0  | 24.0          | 11.0  | 9.0     | 1.4  | 13.0 | 6.0     | 4.0  | 15.6  |     |     |      |
| IVVM (for US)          | Abril de 1998          | 15.9  | 23.7          | 10.7  | 9.1     | 1.3  | 12.7 | 5.7     | 6.2  | 3.3   |     |     |      |
| IVVM                   | Abril de 1998          | 11.3  | 25.1          | 10.0  | 8.0     | 0.4  | 12.0 | 4.6     | 4.9  | 23.5  |     |     |      |
| STEM                   | Mayo de 1998           | 16.0  | 25.0          | 11.0  | 9.0     | n/a  | 14.0 | 5.0     | n/a  | 20.0  |     |     |      |
| IVVM (for US)          | Mayo de 1998           | 16.3  | 25.4          | 10.5  | 9.0     | 1.3  | 13.7 | 5.1     | 6.3  | 3.2   |     |     |      |
| IVVM                   | Mayo de 1998           | 14.2  | 22.1          | 8.5   | 5.8     | 0.6  | 9.1  | 3.9     | 10.2 | 26.2  |     |     |      |
| IVVM                   | Junio de 1998          | 15.0  | 22.5          | 7.4   | 7.1     | n/a  | 6.8  | 4.2     | 9.0  | 26.8  |     |     |      |
| STEM                   | Junio de 1998          | 19.0  | 22.0          | 9.0   | 7.0     | n/a  | 8.0  | 5.0     | n/a  | 30.0  |     |     |      |
| Sofres Factum          | 10 de junio de 1998    | 19.5  | 26.7          | 9.0   | 6.0     | n/a  | 5.4  | n/a     | n/a  | 12.9  |     |     |      |
| Sofres Factum          | 12 de junio de 1998    | 19.1  | 29.3          | 9.1   | 6.0     | n/a  | 6.9  | n/a     | n/a  | 8.3   |     |     |      |
| STEM                   | 12 de junio de 1998    | 20.7  | 23.2          | 10.3  | 8.8     | n/a  | 8.4  | n/a     | n/a  | 9.1   |     |     |      |
| Sofres Factum          | 17 de junio de 1998    | 21.4  | 27.6          | 9.2   | 7.5     | n/a  | 7.1  | n/a     | n/a  | 10.3  |     |     |      |
| Exit Polls             |                        |       |               |       |         |      |      |         |      |       |     |     |      |
| IFES and SC&C          | 20 de junio de 1998    | 27.1  | 32.2          | 11.4  | 9.2     | n/a  | 8.5  | 3.9     | 3.0  |       |     |     |      |
| Sofres Factum          | 20 de junio de 1998    | 27.0  | 32.0          | 11.0  | 9.2     | n/a  | 8.4  | 3.8     | 3.8  |       |     |     |      |
| Resultados Electorales | 19-20 de junio de 1998 | 27.74 | 32.31         | 11.03 | 8.99    | 0    | 8.60 | 3.90    | 3.06 | 4.37  |     |     |      |

## Resultados
|  | 32.31 % |

|  | 27.74 % |

|  | 11.03 % |

|  | 8.99 % |

|  | 8.60 % |

|  | 3.90 % |

|  | 3.06 % |

|  | 4.37 % |

|  | 99.24 % |

|  | 0.76 % |

|  | 100.00 % |

|  | 74.03 % |

### Mapas de resultados

ČSSD
ODS
KSČM
KDU-ČSL
US